# Willy Braciano
Willy Braciano Ta Bi (ur. 5 grudnia 1999, zm. 23 lutego 2021) – zawodowy piłkarz z Wybrzeża Kości Słoniowej, grał jako defensywny pomocnik.

## Kariera klubowa
Urodzony w Divo, Braciano grał w klubową piłkę nożną dla Moossou, ASEC Mimosas i Atalanta.

## Kariera międzynarodowa
Braciano wystąpił jeden raz w drużynie seniorów Wybrzeża Kości Słoniowej w 2017, a także reprezentował na poziomach poniżej 17 i 20 lat. Był kapitanem narodowej drużyny młodzieżowej i pojawił się na igrzyskach francuskojęzycznych 2017.

## Śmierć
Braciano zmarł 23 lutego 2021 w wieku 21 lat na raka wątroby.